# Stazione di Borgo San Dalmazzo
La stazione di Borgo San Dalmazzo in Valle Gesso è stata costruita nel 1887. Si trova sulla Ferrovia Cuneo-Limone-Ventimiglia.
Ha aumentato la sua importanza in seguito all'apertura della Ferrovia Cuneo-Limone-Ventimiglia nel 1928 e alla riapertura nel 1979.
Per quello che riguarda la categorizzazione delle stazioni, RFI la considera di categoria bronze.
Lo scalo merci è tuttora in funzione e genera un discreto traffico.

## Luogo dell'Olocausto in Italia

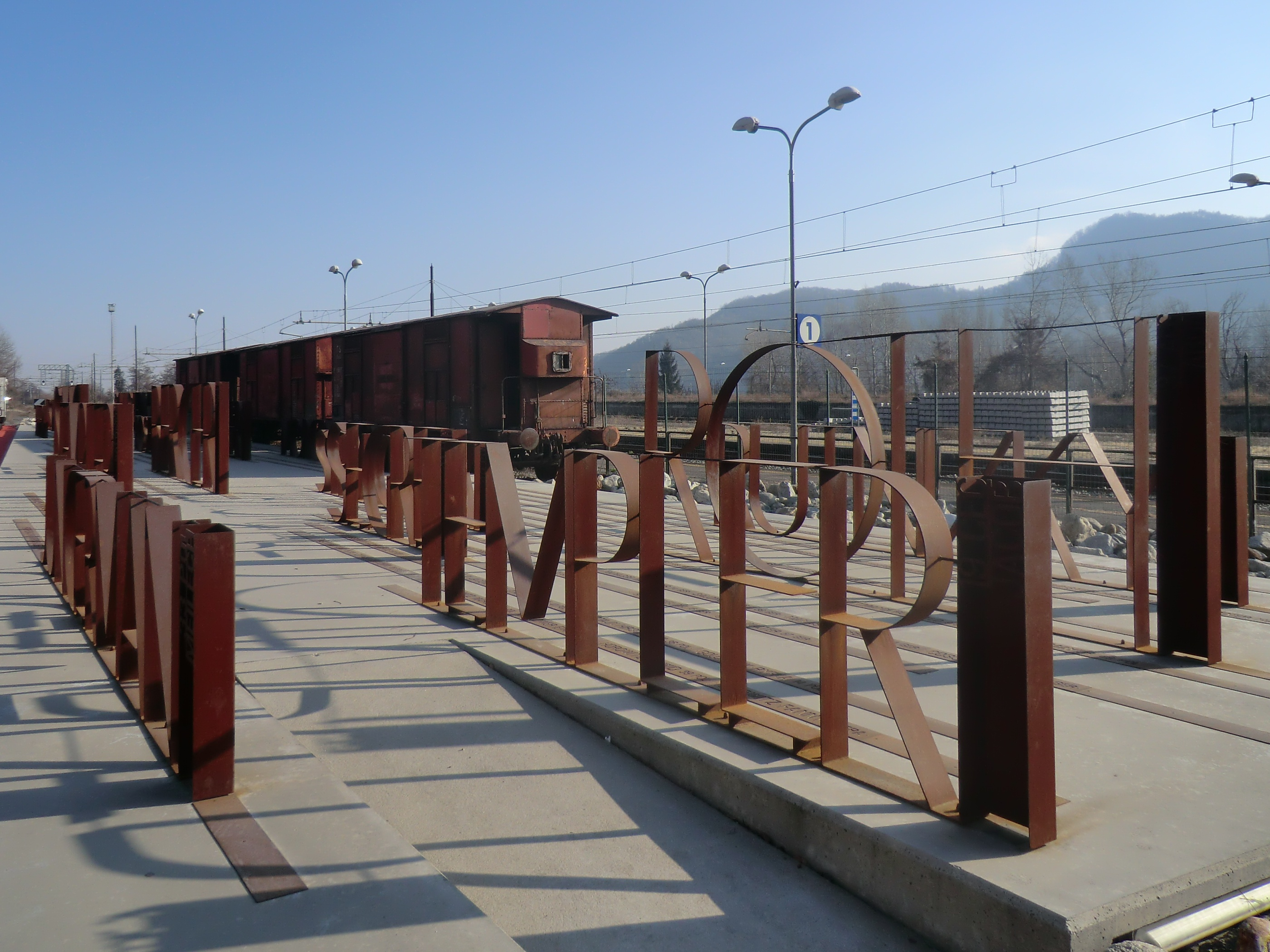
Il Memoriale della Deportazione

Dalla stazione ferroviaria di Borgo San Dalmazzo partirono due convogli di deportati ebrei con destinazione Auschwitz, provenienti dall'attiguo campo di concentramento di Borgo San Dalmazzo. Il primo convoglio, il 21 novembre 1943, compì il suo viaggio via Nizza Drancy con 329 persone a bordo. Solo 19 furono i sopravvissuti. Il secondo convoglio, il 15 febbraio 1943, con 29 persone a bordo, si diresse invece verso il campo di transito di Fossoli dove fu unito al trasporto n.8 per la Germania. Solo 2 furono i sopravvissuti.
Il Memoriale della Deportazione, con una fila di carri bestiame simili a quelli usati allora (i carri sono del 1953) ricorda i nomi dei deportati, la loro età e nazionalità e i loro rapporti familiari.